# 장기철
장기철(1959년 ~ )은 대한민국의 언론인 출신 정치인이다. 現아츠앤컬쳐 공동대표, 다원시스 상임고문, 재경전라북도민회상임부회장, 서울종합예술실용학교석좌교수, 사)정읍수제천보존회 2대 회장이다.
1959년 전라북도 정읍시에서 태어났다. 정읍동초등학교, 호남중학교, 호남고등학교, 전북대학교 정치외교학과, 전북대학교 경영대학원 경영학 석사 과정을 졸업하였다. 전북대학교 학부 졸업 후 KBS 보도본부 기자로 근무하였다.

## 학력
- 정읍동초등학교
- 호남중학교
- 호남고등학교
- 전북대학교 정치외교학과 학사
- 전북대학교 경영대학원 경영학 석사
- 한국개발연구원 국제정책대학원대학교

## 경력
- KBS 보도본부 기자
- KBS 사회부 기자
- KBS 법조팀장
- KBS 디지털프로젝트팀장(국장급)
- 민주통합당 정읍지역위원회 위원장
- 서울종합예술실용학교 석좌교수
- (사) 정읍수제천보존회 회장
- 다원시스 상임고문
- 재경전락북도도민회 상임부회장
- 아츠앤컬쳐 공동대표